# Абетко-цифровий символ

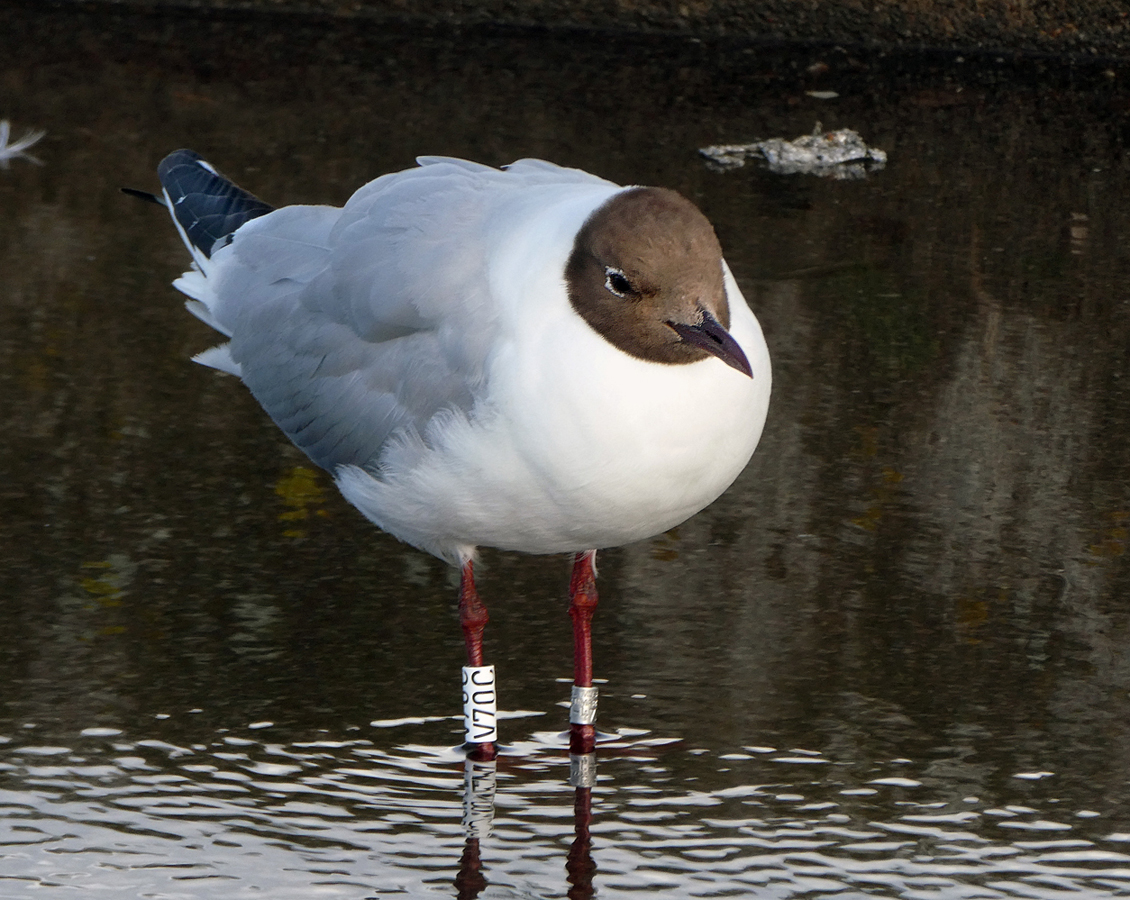
Чорноголова чайка, окільцьована абетко-цифровим пластиковим кільцем, що полегшує читання на відстані.

Абетко-цифрові символи (також алфавітно-цифрові) - це комбінація латинських літер і арабських цифр, зокрема для написання абетко-цифрового коду.
Бібліотека POSIX/C  визначає 36 (A–Z і 0–9, незалежні від регістру) символи або 62 (A–Z, a–z і 0–9, чутливі до регістру) символи.

## Абетко-цифрові символи в людських інтерфейсах
При тлумаченні абетко-цифрових символів можуть виникати неоднозначності. Найбільш очевидним є подібність букв I, O і Q до цифр 1 і 0 .  Таким чином, щоб уникнути неправильного тлумачення людьми, залежно від застосування, були прийняті різні абетко-цифрові підмножини.
Наприклад у пасажирських літаках схема розміщення пасажирів у літаку та сидіння позначалися номером і літерою - для ряду і стовпця відповідно. У широкофюзеляжних реактивних літаках кожен ряд сидінь може мати 10 місць з позначкою ABC-DEFG-HJK. Буква I пропускається, щоб уникнути плутанини з першим (1) рядом. В ідентифікаційному номері транспортного засобу, який використовується виробниками автомобілів, літери I, O та Q опущені через їх схожість з 1 або 0.
Для уникнення помилок, при написанні абетко-цифрових знаків від руки, на додачу до I та O, уникають також V, тому що вона виглядає як U у курсиві, і Z через її схожість з 2.

## Дивись також
- Буква-цифровий шеллкод
- Алфавітно-цифрова клавіатура
- Двійкове кодування тексту